# Tak i budet
Tak i budet (Так и будет) è un film del 1979 diretto da Lev Solomonovič Mirskij.

## Trama
L'ingegnere colonnello Savel'ev torna a casa, dove incontra l'accademico Voroncov con sua figlia Olja, che si innamora di un ingegnere.